# Cámara de Diputados (Imperio otomano)
La Cámara de Diputados (turco otomano: مجلس مبعوثان Meclis-i meb'ūs̱ān; turco: Meclis-i Mebusân o Mebuslar Meclisi) del Imperio Otomano era la cámara baja de la Asamblea General, el Parlamento otomano. A diferencia de la cámara alta, el Senado, los miembros de la Cámara de Diputados fueron elegidos por la población otomana en general, aunque el sufragio se limitó a hombres de cierta situación financiera, entre otras restricciones que variaron a lo largo de la vida de la Cámara.